# برايان كليمنس
برايان كليمنس (بالإنجليزية: Brian Clemens)‏ هو منتج أفلام وكاتب سيناريو بريطاني، ولد في 30 يوليو 1931 في كرويدون في المملكة المتحدة، وتوفي في 10 يناير 2015 في لندن في المملكة المتحدة.

## وصلات خارجية
- برايان كليمنس على موقع IMDb (الإنجليزية)
- برايان كليمنس على موقع ألو سيني (الفرنسية)
- برايان كليمنس على موقع أول موفي (الإنجليزية)
- برايان كليمنس على موقع قاعدة بيانات الفيلم (الإنجليزية)